# Rodriguezi fodi
A rodriguezi fodi (Foudia flavicans) a madarak (Aves) osztályának a verébalakúak (Passeriformes) rendjéhez, ezen belül a szövőmadárfélék (Ploceidae) családjához tartozó faj.

## Rendszerezése
A fajt Alfred Newton angol zoológus és ornitológus írta le 1865-ben.

## Előfordulása
Mauritius Köztársasághoz tartozó Rodriguez-szigetén honos. Természetes élőhelyei a szubtrópusi és trópusi síkvidéki esőerdők és cserjések. Állandó, nem vonuló faj.

## Megjelenése
Testhossza 12 centiméter, testtömege 13-17 gramm.

## Természetvédelmi helyzete
Az elterjedési területe rendkívül kicsi, egyedszáma 2600-5400 közötti, viszont növekszik. A Természetvédelmi Világszövetség Vörös listáján mérsékelten fenyegetett fajként szerepel.
A fodi korábban nagyon ritka fajnak számított, az egyedszám mennyiség mélypontján, 1968-ban mindössze 5-6 pár maradt fenn belőle. A fajvédelemnek köszönhetően 900 és 1200 egyed közöttire nőtt a madarak száma 1999-re. 
A madarat fenyegető veszélyek közül legfontosabb az erdőirtás (égetéses gazdálkodás által vagy legelő területté alakítás), a betelepített fajokkal, főleg a madagaszkári vörös fodival (Foudia madagascariensis) való fészkelőhely és táplálék konkurencia és a ciklonok.
Az élőhelyein való újraerdősítés kedvezően alakítja a faj jövőjét. Viszonylag alkalmazkodó képes madár, a nem őshonos növényekből telepített erdőkben is megél. 